# Террелл (Техас)
Террелл  (англ. Terrell) — город в округе Кофмен, Техас, США. По переписи 2010 года в городе проживало 15 816 человек. В 2019 году расчетное население составляло 18869 человек. Террелл расположен в 32 милях (51 км) к востоку от Далласа.
Террелл расположен в северной части округа Кофмен. Маршрут 80 проходит через центр города, ведущий на запад в Даллас и на восток в 15 милях (24 км) до Уиллс-Пойнт. Автомагистраль 20 проходит через южную часть города, и ведет на запад 19 миль (31 км) к автомагистрали 635 в юго-восточном пригороде Далласа (Балч-Спрингс) и к востоку 27 миль (43 км) до Кантона. Шоссе штата Техас №34 проходит через восточную сторону Террелла, ведущей на северо-восток в 32 мили (51 км) к Гринвиллу и на юг в 12 милях (19 км) к Кофмену.
Согласно Бюро переписи населения США, Террелл имеет общую площадь 20,0 квадратных миль (51,8 км), из которых 19,7 квадратных миль (50,9 км) составляет суша и 0,3 квадратных мили (0,9 км), или 1,74 %, составляет вода.